# Хвоенск (посёлок)
Хвоенск (бел. Хваенск) — посёлок в Озеранском сельсовете Житковичского района Гомельской области Белоруссии.
Кругом лес.

## География

### Расположение
В 36 км на юг от районного центра и железнодорожной станции Житковичи (на линии Лунинец — Калинковичи), 269 км от Гомеля.

## Транспортная сеть
Транспортные связи по просёлочной, затем автомобильной дороге Черничи — Житковичи. Планировка состоит из 4 улиц широтной ориентации, кересекаемых 3 меридиональными улицами. Застройка деревянная, усадебного типа.

## История
Основан в XIX веке после начавшихся в этих местах лесоразработок. В 1930 году организован колхоз «Октябрьская победа». Действуют Туровский леспромхоз, отделение связи, библиотека, больница.

## Население

### Численность
- 2004 год — 253 хозяйства, 541 житель.

### Динамика
- 1959 год — 1400 жителей (согласно переписи).
- 2004 год — 253 хозяйства, 541 житель.